# Campeonato Mundial de Halterofilismo de 2021 - Até 45 kg feminino
A categoria até 45 kg feminino foi um evento do Campeonato Mundial de Halterofilismo de 2021, disputado em Tasquente, no Uzbequistão, no dia 8 de dezembro de 2021. 

## Calendário
Horário local (UTC+5)
| Dia           | Horário | Fase    |
| ------------- | ------- | ------- |
| 8 de dezembro | 13:00   | Grupo B |
| 8 de dezembro | 16:00   | Grupo A |

## Medalhistas
| Evento    | Ouro                        | Ouro   | Prata                       | Prata  | Bronze               | Bronze |
| --------- | --------------------------- | ------ | --------------------------- | ------ | -------------------- | ------ |
| Arranque  | Thanyathon Sukcharoen (THA) | 77 kg  | Şaziye Erdoğan (TUR)        | 76 kg  | Manuela Berrío (COL) | 75 kg  |
| Arremesso | Manuela Berrío (COL)        | 95 kg  | Thanyathon Sukcharoen (THA) | 95 kg  | Şaziye Erdoğan (TUR) | 93 kg  |
| Total     | Thanyathon Sukcharoen (THA) | 172 kg | Manuela Berrío (COL)        | 170 kg | Şaziye Erdoğan (TUR) | 169 kg |

## Recordes
Antes desta competição, o recorde mundial da prova era o seguinte:
| Recorde         | Tipo      | Atleta         | Peso   | Local | Data                  |
| Recorde Mundial | Arranque  | Padrão mundial | 85 kg  |       | 1 de novembro de 2018 |
| Recorde Mundial | Arremesso | Padrão mundial | 108 kg |       | 1 de novembro de 2018 |
| Recorde Mundial | Total     | Padrão mundial | 191 kg |       | 1 de novembro de 2018 |

## Resultado
Os resultados foram os seguintes. 
| Pos.              | Atleta                       | Grupo | Arranque (kg) | Arranque (kg) | Arranque (kg) | Arranque (kg)     | Arremesso (kg) | Arremesso (kg) | Arremesso (kg) | Arremesso (kg)    | Total |
| Pos.              | Atleta                       | Grupo | 1             | 2             | 3             | Resultado         | 1              | 2              | 3              | Resultado         | Total |
| ----------------- | ---------------------------- | ----- | ------------- | ------------- | ------------- | ----------------- | -------------- | -------------- | -------------- | ----------------- | ----- |
| Medalha de ouro   | Thanyathon Sukcharoen (THA)  | A     | 75            | 77            | 77            | Medalha de ouro   | 93             | 95             | 97             | Medalha de prata  | 172   |
| Medalha de prata  | Manuela Berrío (COL)         | A     | 75            | 77            | 78            | Medalha de bronze | 95             | 98             | 98             | Medalha de ouro   | 170   |
| Medalha de bronze | Şaziye Erdoğan (TUR)         | A     | 74            | 76            | 76            | Medalha de prata  | 93             | 95             | 95             | Medalha de bronze | 169   |
| 4                 | Lin Cheng-jing (TPE)         | A     | 70            | 74            | 77            | 4                 | 90             | 94             | 94             | 4                 | 164   |
| 5                 | Teodora-Luminița Hîncu (MDA) | A     | 65            | 68            | 70            | 5                 | 80             | 83             | 85             | 6                 | 155   |
| 6                 | Rosielis Quintana (VEN)      | A     | 66            | 69            | 70            | 6                 | 80             | 84             | 84             | 7                 | 153   |
| 7                 | Nadezhda Panova (FRH)        | A     | 63            | 65            | 65            | 7                 | 80             | 80             | 86             | 10                | 145   |
| 8                 | Najla Khoirunnisa (INA)      | B     | 61            | 64            | 66            | 8                 | 80             | 83             | 84             | 8                 | 144   |
| 9                 | Srimali Samarakoon (SRI)     | B     | 58            | 63            | 63            | 9                 | 78             | 80             | 80             | 11                | 136   |
| —                 | Regina Shaidullina (FRH)     | A     | 65            | 65            | 65            | —                 | 85             | 89             | 91             | 5                 | —     |
| —                 | Mary Flor Diaz (PHI)         | A     | 65            | 65            | 65            | —                 | 77             | 80             | 83             | 9                 | —     |